# Gasthof Hinterbrühl

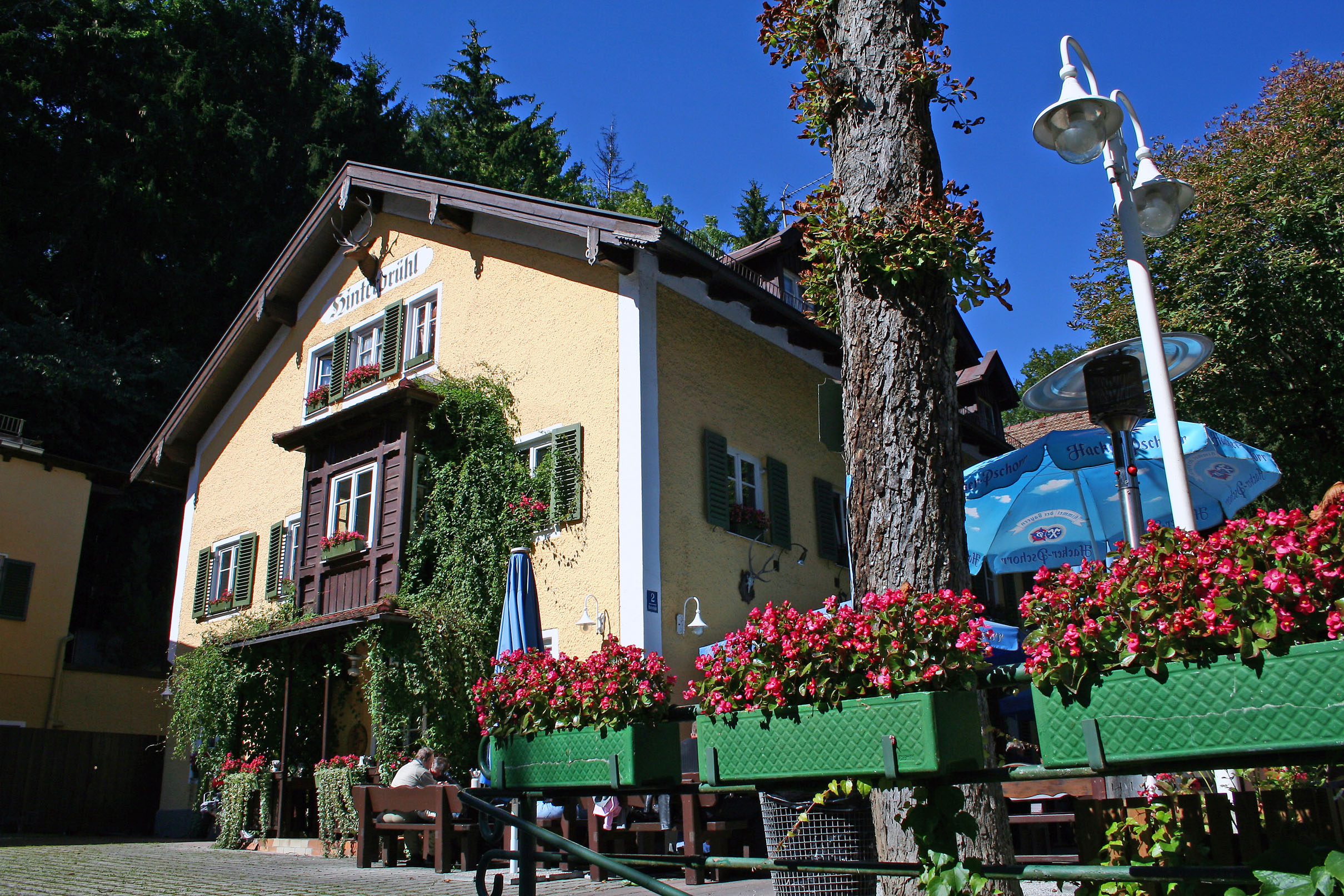
Gasthof Hinterbrühl

Der Gasthof Hinterbrühl ist ein Ausflugslokal mit Biergarten in München. Das Gebäude ist als Baudenkmal in die Bayerische Denkmalliste eingetragen.

## Lage und Umgebung
Der Gasthof liegt links der Isar in Hinterbrühl, dem südlichsten Stadtbezirksviertel des Münchener Stadtbezirksteils Thalkirchen. Das Gebäude liegt erhöht am Isarhang an der Stelle, an der sich die Gerblstraße den Hang hochzieht. An der Oberkante des Hangs liegt die Villenkolonie Prinz-Ludwigs-Höhe, auf der Anhöhe direkt oberhalb des Gasthofs wird ein Burgstall vermutet. Östlich des Gasthofs fließt der Floßkanal vorbei, zwischen ihm und der Isar liegen noch der Hinterbrühler See und der Isar-Werkkanal. Dem Gasthof gegenüber führt eine Brücke über den Floßkanal, hinter ihr liegt das ebenfalls denkmalgeschützte ehemalige Schleusenwärterhaus.

## Geschichte
Das Gebäude entstand um 1900 aus einem Ökonomiehof, in dem nach Eröffnung der benachbarten Zentrallände auch eine Gaststätte für die Isarflößer eingerichtet worden war. Dank der idyllischen Lage und der Nachbarschaft zur Villenkolonie Prinz-Ludwigs-Höhe erhielt das Lokal schnell Zulauf von den Münchener Bürgern.
1909 baute der Architekt Josef Schrank das langgestreckte Hauptgebäude des Anwesens im Landhausstil um. An der Ostseite wurde der Bau um einen Quergiebel ergänzt und mit Holzbalkonen ausgestattet. Dieser alpenländische Stil ist bis heute erhalten. 1991 wurde der Gasthof umfassend saniert.
Wirt des Gasthofs war bis zu seinem Tod am 28. Juli 2010 der Großgastronom, Hotelier und Fußballfunktionär Karl-Heinz Wildmoser. Danach übernahm Gerry Haberl den Gasthof und führt ihn bis heute.

## Auszeichnungen
- 2009: Erster Platz beim Gastronomiepreis Oberbayern in der Kategorie Ausflugslokal
- 2010/2011: Gastro-Goldmedaille
- 2012: Erster Platz beim Gastronomiepreis Oberbayern in den Kategorien Gasthaus/Wirtshaus  und Biergarten